# Экономика ирокезов

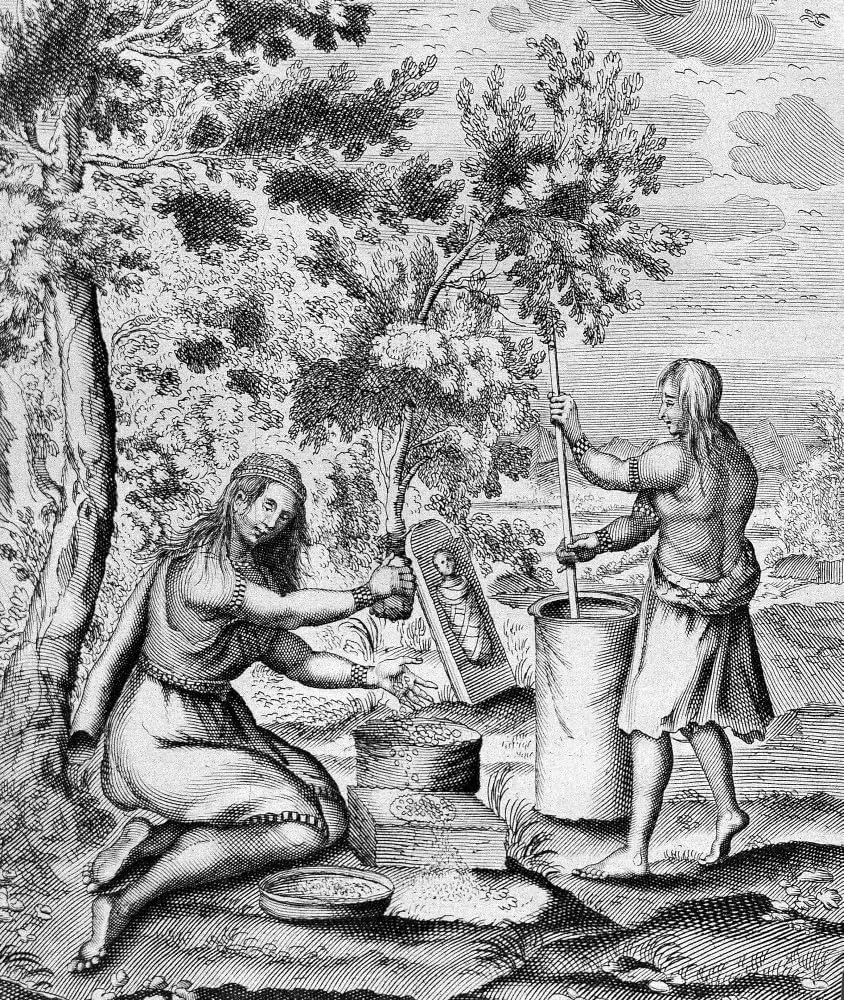
Ирокезские женщины за работой (гравюра, 1664 год)

Экономика ирокезов первоначально была основана на общинном производстве и соединяла черты аграрной и присваивающей экономик. Племена Конфедерации Ирокезов жили на территории современного штата Нью-Йорк и в области Великих озёр. Ирокезы в основном занимались сельским хозяйством, собирая «трёх сестёр», обычно выращиваемых индейскими племенами: кукурузу, бобы и тыкву. Они придерживались оригинальной точки зрения на отношения с природой и управление собственностью. Экономическая система ирокезов характеризовалась такими компонентами, как общинная собственность на землю, половое разделение труда и торговля, главным образом основанная на экономике дарения.
Возникшие в начале XVII века контакты с европейцами оказали глубокое влияние на экономику ирокезов. Сначала колонизаторы были важными торговыми партнерами для ирокезов, но расширение европейского влияния стало пагубным для их экономики. К началу XIX века ирокезов ограничили территориями резерваций, к которым они были вынуждены приспособить свою традиционную экономическую систему. В XX веке некоторые племена начали использовать в своих интересах независимый статус в резервациях, открывая индейские казино. Другие ирокезы интегрировались в экономическую систему США и Канады за пределами резерваций.

## Права собственности
Собственность ирокезов количественно и качественно была чрезвычайно ограниченна. Но несмотря на то, что суммарная собственность племени была незначительна в совокупности, она, тем не менее, существовала и распределялась по строго установленным законам. Так как ирокезы не имели ни денежного обращения, ни торговли, то их собственность состояла лишь из фруктовых садов, домов, орудий охоты, оружия, одежды, домашней утвари, личных украшений, звериных шкур и простых ремесленных изделий.
В случае женитьбы муж и жена не теряли права на свою собственность. Во время брачных отношений супруги распоряжались собственным имуществом, забирая всё с собой в случае развода. Если жена до замужества или после него наследовала фруктовые сады, засаженные или обработанные участки земли, она могла располагать ими по своему усмотрению. В случае её смерти собственность наследовалась её детьми вместе с остальным имуществом. По отцовской линии права наследования были другими. Так как дети отца не принадлежали к его племени, то они были вне линии наследования, потому что по законам ирокезов собственность не могла по наследству уйти в другое племя. Имущество мужчины после его смерти передавалось ближайшим родственникам его рода, которые обычно передавали семье дом и другие предметы обихода, а остаток распределяли между собой. Однако, если он завещал всю свою собственность жене и детям при свидетелях, то им разрешалось владеть им после его смерти.
Несмотря на наличие собственности, в ирокезском обществе не было имущественного неравенства. Обладание материальными ценностями не ставило ирокезов выше на социальной лестнице. Социальные нормы и традиции препятствовали накоплению большого количества капитала отдельными членами племени или группами лиц. Даже вожди не выделялись на общем фоне материальным достатком, они носили точно такую же одежду как и остальные члены племени, а принятые подарки передаривали другим соплеменникам. Экономика дарения оправдывалась ритуальными целями и цементировала социальные связи внутри племени.

### Собственность на землю

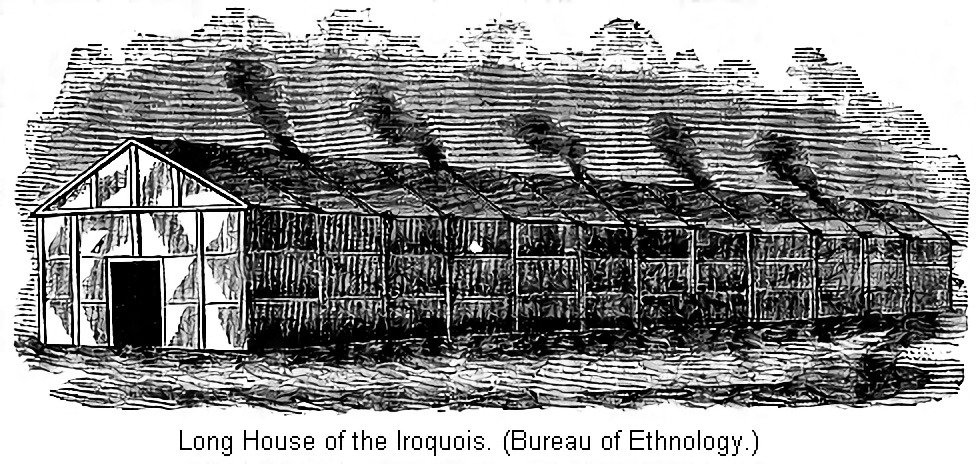
Жилье ирокезов, рассчитанное на несколько сотен человек

Основным компонентом экономической системы ирокезов была общинная собственность на землю. По словам французского католического миссионера Габриэля Сагара, близкие ирокезам гуроны имели столько земли, сколько им требовалось. В результате племя могло предоставлять семьям землю во временное пользование, и при этом большое количество земли оставалось в общинной собственности. Любой индеец мог расчистить землю для своего участка. Земля оставалась в собственности члена племени, пока он продолжал активно возделывать её. Как только он прекращал заниматься земледелием, земля возвращалась в общественную собственность, и любой индеец мог взять её себе. Сам факт владения индивидуальными участками земли мало что значил, потому что собранное зерно так же находилось в общинной собственности и распределялось выборным организатором работ, часть хранилась в общинных зернохранилищах, часть в кладовых в длинных домах. Таким образом, жители одного общинного дома держали все запасы вместе.
У народов, входивших в Конфедерацию Ирокезов, действовала аналогичная общественная система распределения земли. Племя имело в собственности все земли, но выделяло участки различным кланам для дальнейшего распределения среди домашних хозяйств. Земля перераспределялась среди домашних хозяйств раз в несколько лет, и клан мог попросить о перераспределении земли на собрании Совета Матерей Клана. Те семьи, которые злоупотребляли выделенной землей или не заботились о ней, предупреждались и в конечном счете наказывались Советом Матерей Клана. Их земля перераспределялась между другими кланами. Вопросы собственности земли были прерогативой женщин. Совет Матерей Клана также резервировал определенные области земли, которые обрабатывались женщинами всех кланов. Урожай от таких земель, названных kěndiǔ "gwǎ'ge' hodi’yěn’tho, использовался на праздниках и больших совместных собраниях.

## Разделение труда: сельское и лесное хозяйство

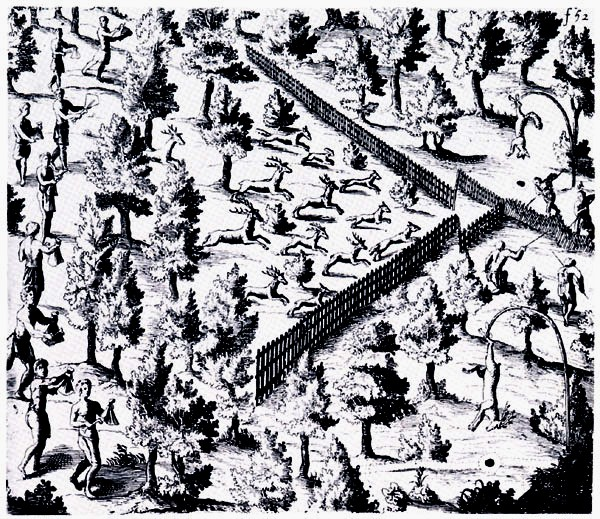
Мужчины племени гурон создают шум и гонят животных вдоль забора V-образной формы к вершине, где животные будут захвачены и убиты. Эскиз работы Самюеля де Шамплена

Доминирующим у ирокезов было гендерное разделение труда, отражающее дуалистический раскол, типичный для ирокезской культуры: мифологические близнецы — Росток Клёна и Кремень воплотили фундаментальное различие между двумя половинами человечества. Женщины занимались всем, что связано с землей, а мужчины — всем, что связано с лесом, в том числе и производством деревянных изделий. Мужчины были также ответственны за охоту, торговлю и ведение войн, в то время как женщины заботились о домашнем хозяйстве. На момент первых контактов с европейцам женщины ирокезских племен производили около 65 % товаров. Комбинированное производство продуктов питания привело к тому, что голод был крайне редким явлением. Даже ранние европейские поселенцы зачастую высоко оценивали их успехи в производстве пищи.
Организация сельскохозяйственных работ ирокезов соответствовала их системе земельной собственности. Женщины выполняли работу сообща большими группами, постепенно переходя от поля к полю. Они выбирали опытного и активного члена своей группы в качестве лидера на один год и соглашались следовать его указаниям. Другую работу женщины также выполняли вместе. Согласно Мэри Джемисон (белой женщине, долго прожившей среди индейцев), коллективная работа предотвращала разногласия по поводу полезности вклада каждой женщины.
Мужчины также коллективно не только воевали, но и охотились. Однако мужчины, в отличие от женщин, чаще объединялись всей деревней, а не работали отдельными кланами. Основными промысловыми животными были олень, лось, медведь и различные виды диких птиц. Так как у ирокезов не было охотничьих собак, им приходилось охотиться бесшумно, подкарауливая жертву. Также они ставили капканы на оленей и медведей, расставляли сети на мелкую дичь. Оленьи ловушки привязывались к согнутому дереву таким образом, что при прикосновении вокруг ног оленя затягивалась петля. При этом дерево автоматически отвязывалось от земли и подвешивало оленя над землей. При охоте на медведя его обычно изматывали долгим преследованием и уже изнуренного убивали стрелами и томагавками.
Организовывались и масштабные охотничьи походы. Одним из методов подобной охоты было заманивание животных в пространство, где их ожидало большое число охотников. Для этого в лесу строили большой забор V-образной формы. После этого поджигали лес в расширенном месте этого сооружения, вынуждая животных бежать к месту, где их ждали охотники. За одну такую охоту могло быть убито до ста оленей.
Ловили рыбу мужчины также большими группами. Они организовывали крупные рыбацкие экспедиции, в которых на каноэ с помощью различных приспособлений и сетей перекрывали водные потоки. Таким способом вылавливали иногда до тысячи рыб за полдня. Добытую дичь и рыбу индейцы считали общей собственностью, которая разделялась среди соплеменников лидером или бралась для организации совместного праздника. Рыбная ловля не повсеместно и довольно редко была коллективной, но будучи таковой, как правило, оказывалась более успешной. Заметно большее значение рыбная ловля имела у родственных ирокезам гуронов, которые создавали специальные лагеря для сезонного промысла рыбы.
Ограниченная территория и высокая плотность населения на фоне естественного прироста вели к нарушению равновесия между обществом и природой. К началу XVII века ирокезы, отстояв своё право на существование, стали испытывать необходимость в свободных землях, что толкало их на завоевание новых плодородных угодий. Крупнейшие деревни насчитывали до трех тысяч жителей. К этому времени у них было достаточно развитое палочно-мотыжное земледелие. Тысячи гектаров засеянных полей окружали поселения индейцев в радиусе до 9 километров. В доколониальную эпоху экологические факторы были определяющими для возникновения войн с соседними племенами. Разделение труда также способствовало завоевательным походам. Пока женщины занимались сельским хозяйством, множество мужчин были свободны и могли участвовать в набегах без ущерба для экономики племени. Ирокезы развили систему эксплуатации соседних народов в виде грабежа и принуждения к выплате дани, что являлось характерной чертой общества с развитой военной организацией.

## Ремесла
Ремесленные изделия ирокезов за годы их существования сильно изменились. Коренной перелом произошел после переселения европейцев. Примитивные изделия доколумбовой эпохи постепенно вышли из употребления. Вместе с ними оказались утерянными многие самобытные изобретения и простые ремесла. Так, до появления колонистов металлические изделия не были известны ирокезам. При изготовлении ножей и долот они использовали кремнистый сланец. При валке деревьев индейцы разводили костер у основания дерева и соскабливали долотом полученный уголь. После истончения ствола дерева его валили и затем разрезали на части. Подобным же образом выдалбливали деревянные сосуды. Долото обычно имело около пятнадцати сантиметров в длину, семь с половиной в ширину и пять в толщину. Нижнему концу долота придавали форму лезвия топора. Для более сложных в изготовлении сосудов использовались каменные полукруглые долота в форме вогнутого резца. Среди предметов быта имелись также каменные ступки для толчения кукурузы, растирания краски и размельчения корней и коры растений.
Наконечники стрел изготавливались из кремнистого сланца или кремня. Подобные наконечники использовались и для других целей. Так, в некоторых курганах были найдены ряды подобных наконечников длиной шестьдесят сантиметров. По мнению Л. Моргана, это говорит об изготовлении подобия мечей из этих наконечников, насаженных на какой-либо остов.
Каменные топоры ирокезов имели по окружности желобок, к которому с помощью ремня или прута привязывалось топорище. Камни овальной формы подобным образом привязывались к боевым дубинкам.
Одним из самых самых древних ремесел было гончарство. Гончарное производство особенно развито было до прихода колонистов. Основную массу предметов составляли трубки и глиняные сосуды самых разных форм и размеров. Обычная керамика была светлого обжига и изготовлялась с добавлением в глину толчёного кварцита. Но лучшая керамика — чернолощёная, с тонким составом глиняного теста и очень прочная.
Кожевенное дело являлось одним из важнейших среди ремёсел ирокезов. Но очень скоро они от одежды из сыромятной кожи стали переходить на европейские ткани. Конечно, за исключением мокасин.
Важными отраслями было изготовление плетёных изделий из луба и других растительных материалов (сосуды, верёвки), а также сосудов, жилищ и челноков из коры вяза, гикори или липы.

## Торговля
Совместное производство и общинное распределение товаров делало внутреннюю торговлю в пределах Конфедерации Ирокезов бессмысленной, но внешняя торговля с племенами, обладавшими ресурсами, в которых испытывали недостаток ирокезы, приносила пользу. Ирокезы обменивались излишками зерна и табака на кожу с северными племенами и на вампум с племенами на востоке. Для обмена товарами ирокезы чаще всего использовали процесс дарения. Процесс обмена начинался с того, что представители одного клана делали другому племени или клану подарок, ожидая получить какой-либо необходимый в хозяйстве товар взамен. Использование подобной формы торговли связано с существованием у ирокезов общественной собственности и коллективного труда. Обмен всегда осуществлялся без конкретной договорённости. Внешняя торговля была одной из немногих возможностей индивидуального обмена. У человека, обнаружившего новый торговый маршрут, было исключительное право торговать по данному маршруту в будущем, однако племя по договорённости с кланами могло монополизировать определённые торговые маршруты.

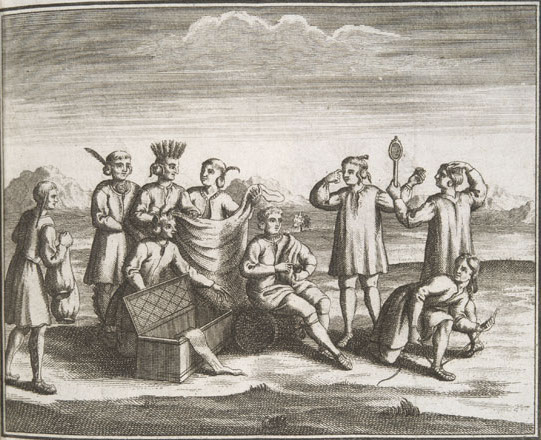
Ирокезы с западными товарами, предположительно приобретёнными за счёт торговли (французская гравюра, 1722 год)

Прибытие европейцев дало возможность значительно расширить торговлю. Первые европейские товары появились у ирокезов ещё в 1570 году. Меха, пользовавшиеся спросом в Европе, обменивались задёшево на товары промышленного назначения, которые индейцы не могли изготовить самостоятельно. Торговля не всегда приносила выгоду аборигенам. Британцы использовали в своих интересах экономику дарения. Они задаривали ирокезов европейскими товарами, делая их зависимыми, например, от винтовок и металлических топоров. Ирокезам также активно продавали крепкий алкоголь европейского производства. Часто вольные торговцы злоупотребляли и использовали нечестные способы в торговле. Так, в захваченной ирокезами у соседних племен и перешедшей под их контроль долине Огайо, к 1753 году проблема стала настолько серьёзной, что Scarrooyady, вождь ирокезов, выслал письмо на имя губернатора Пенсильвании, чтобы тот вмешался в несправедливую торговлю.

### Бобровые войны
Огромное влияние на экономику ирокезов оказали так называемые Бобровые войны, которые проходили на протяжении 70 лет вплоть до начала XVIII века. Главным товаром в регионе был бобровый мех, которого у самих ирокезов было не очень много. Тесное партнёрство с колонистами сделало Лигу сильнейшим образованием на северо-востоке Северной Америки, что, в свою очередь, ирокезы использовали для устранения уже своих конкурентов. Зависимость от европейских товаров, истощение собственных охотничьих угодий, а также стремление получить монопольное право сбыта европейцам пушнины обусловили их военную экспансию в регионе. Несмотря на успешное начало завоевательных походов, на момент подписания мирного договора территория Лиги ирокезов увеличилась незначительно. При этом в Европе к тому времени цены на пушнину упали, и бобровый мех перестал играть такую большую роль в торговле ирокезов.

## Влияние культуры на экономику
У ирокезов было своё уникальное представление о собственности и трудовой этике. Угрозы кражи почти не существовало, так как не было личной собственности, за исключением основных инструментов и орудий труда, которые были настолько распространены, что обладали очень невысокой ценностью. Единственным подходящим для воровства предметом мог стать только вампум. Несмотря на то, что общество, в котором отсутствует воровство, уважаемо всеми, общинные системы, подобные системе ирокезов, критикуются за то, что обеспечивают меньше стимулов для работы. Ввиду отсутствия индивидуальных стимулов им было необходимо развивать коллективную трудовую этику. Добродетель стала синонимом производительности. Идеальный член племени ирокезов был хорошим воином и удачливым охотником, в то время как женщина должна была быть заметна в сельском хозяйстве и ведении домашних дел. Подчеркивая полезность человека для общества, ирокезское мышление стимулировало работать, несмотря на то, что ирокезы получали результаты труда независимо от трудовых усилий.
В связи с преобладанием коллективизма можно было бы ожидать, что ирокезы имели культуру, лишённую индивидуальности. Однако у ирокезов были сильны традиции личной ответственности. Мужчин-ирокезов учили самодисциплине, самостоятельности, ответственности и стоицизму. Ирокезы пытались устранять любые чувства зависимости в детстве и поощряли стремление к ответственности. В то же самое время ребёнок должен был участвовать в коллективной культуре. Детей учили думать самостоятельно, но при этом стараться приносить пользу всему обществу.
Право на пользование землей и распределение продуктов принадлежало женщинам. Роль женщины в экономической жизни общества была очень велика и позволяла им влиять на принятие политических решений. Так, женщины могли запретить военный поход, если считали его неоправданным. Женщины дарили подарки на праздниках, поддерживая внутренние и внешние связи. Также они владели длинными домами и выдвигали кандидатов в члены Совета Длинного Дома.

## Современная экономика
Многие ирокезы полностью интегрировались в экономику Соединенных Штатов и Канады. Экономическая деятельность других ирокезов более изолирована и ограничена резервациями. Тем не менее большая часть экономики ирокезов теперь находится под сильным влиянием экономики США, Канады и всей глобальной экономики. Ирокезы вовлечены в строительную отрасль уже более ста лет, многие мужчины племени мохок участвовали в возведении таких зданий, как Эмпайр-стейт-билдинг и Всемирный торговый центр. Внутри резерваций экономическая ситуация зачастую была неблагоприятной. Например, в американской резервации мохоков безработица достигает 46 %. Однако при этом во многих резервациях появились успешные фирмы. В резервации сенеки находится город Саламанка с долей индейского населения в 13 %, который является центром деревообрабатывающей промышленности. Этому племени принадлежат зал для игры в бинго, бензоколонка и сигаретная фабрика. Сенека используют независимый статус резервации для продажи бензина и сигарет без налогов, а также для проведения высокодоходных лотерей. Кроме того, сенека владеют тремя индейскими казино: в Саламанке, на Ниагарском водопаде и в Буффало (открытое в 2007 году).
Племя онейда также построили свои казино в резервациях в Нью-Йорке и Висконсине. Племя онейда — один из крупнейших работодателей в северо-восточном Висконсине, они дают работу более чем 3000 человек. Племя управляет более чем 16 миллионами долларов федеральных и частных грантов с широким набором программ. Предприятия онейды приносят миллионы долларов сообществу ирокезов и повышают уровень жизни индейцев.
Однако отсутствие некоторых ограничений на предпринимательство компенсируется отсутствием многих гарантий и прав. Так, например, предпринимательство в резервациях не может быть частным, а большая часть доходов после уплаты налогов должна идти в социальную сферу.

### Земля после прихода европейцев
Ирокезская система управления земельными ресурсами изменилась после прихода европейцев и принудительной изоляции в резервациях. У ирокезов была система коллективной собственности земли, свободной для пользования всеми, кто в ней нуждался. При этом данная система не была полностью общественной, поскольку земля распределялась между отдельным семейными кланами. После прибытия европейцев аборигены были вынуждены приспособить свою систему собственности к рыночной модели. Несмотря на влияние западной культуры, ирокезы сохранили своё уникальное представление о собственности. Современный ирокез Дуг Джордж-Кэнентиайо говорит о своём восприятия собственности: «Ирокезы не имеют никакого абсолютного права использовать землю для купли-продажи. Наш Создатель дал нам наши исконные земли на определённых условиях её использования. Мы — смотрители нашей Матери-земли — не являемся владельцами земли. Наши притязания действительны только тогда, когда мы живём в мире и гармонии с ней.»
Резервации ирокезов в Канаде сочетают традиционную структуру собственности с новым образом жизни. Резервации были установлены согласно двум актам XVIII века. Согласно этим актам, земля перешла ирокезам в бессрочную аренду. Идеи ирокезов о том, что землёй владеет тот, кто её возделывает, нашли отражение в законах резерваций. В этих резервациях природные ресурсы принадлежат всему племени, а не какому-то конкретному лицу. Так, например, после того, как на территории резервации был обнаружен природный газ, племя взяло месторождения газа в свою собственность. При этом владельцам участков, на которых был обнаружен газ, компенсировали только ущерб, нанесённый его добычей.